# Kastamonu Spor Kulübü
Il Kastamonu Spor Kulübü è stata una società calcistica turca di Kastamonu. Fondato nel 1966, il club giocava le partite in casa allo stadio vecchio di Kastamonu. I colori sociali erano il rosso e il nero.
Dopo aver disputato il campionato di Bölgesel Amatör Lig nella stagione 2013-2014, la squadra è retrocessa nell'Amatör Futbol Ligleri di Kastamonu ed è stata sciolta, per fondersi con il Tosya Belediyespor a costituire il Kastamonuspor 1966.

## Rosa
| N. |                    | Ruolo       | Calciatore        |
| -- | ------------------ | ----------- | ----------------- |
| 1  | Turchia (bandiera) | {{{ruolo}}} | Ahmet Ölçen       |
| 2  | Turchia (bandiera) | {{{ruolo}}} | Ali Aydın         |
| 3  | Turchia (bandiera) | {{{ruolo}}} | Emrah Cofa        |
| 4  | Turchia (bandiera) | {{{ruolo}}} | Abdülkadir Kaplan |
| 5  | Turchia (bandiera) | {{{ruolo}}} | Doğancan Memicil  |
| 6  | Turchia (bandiera) | {{{ruolo}}} | Hakan Bayraktar   |
| 7  | Turchia (bandiera) | {{{ruolo}}} | Gencay Erten      |
| 8  | Turchia (bandiera) | {{{ruolo}}} | Gökhan Demir      |
| 9  | Turchia (bandiera) | {{{ruolo}}} | Gökhan Güney      |
| 10 | Turchia (bandiera) | {{{ruolo}}} | Hüsrev Kop        |
| 11 | Turchia (bandiera) | {{{ruolo}}} | İbrahim Özgen     |
| 12 | Turchia (bandiera) | {{{ruolo}}} | Harun Temür       |
| 13 | Turchia (bandiera) | {{{ruolo}}} | Haydar Kuvvet     |
| 14 | Turchia (bandiera) | {{{ruolo}}} | Kartal Öztaşkın   |

| N. |                    | Ruolo       | Calciatore           |
| -- | ------------------ | ----------- | -------------------- |
| 15 | Turchia (bandiera) | {{{ruolo}}} | Mehmet Emrah Özkan   |
| 16 | Turchia (bandiera) | {{{ruolo}}} | Muhammed Sak         |
| 17 | Turchia (bandiera) | {{{ruolo}}} | Ufuk Eş              |
| 18 | Turchia (bandiera) | {{{ruolo}}} | Mesut Okumuş         |
| 19 | Turchia (bandiera) | {{{ruolo}}} | Uğur Keskin          |
| 20 | Turchia (bandiera) | {{{ruolo}}} | Oktay Yiğit          |
| 21 | Turchia (bandiera) | {{{ruolo}}} | Resul Furkan Demir   |
| 22 | Turchia (bandiera) | {{{ruolo}}} | Sefa Çağlar Yurtyeri |
| 23 | Turchia (bandiera) | {{{ruolo}}} | Umut Güzelses        |
| 24 | Turchia (bandiera) | {{{ruolo}}} | Serhat Mermer        |
| 25 | Turchia (bandiera) | {{{ruolo}}} | Uğur Yalçın          |
| 26 | Turchia (bandiera) | {{{ruolo}}} | Varol Kamsız         |
| 27 | Turchia (bandiera) | {{{ruolo}}} | Yasin Öztop          |

## Campionati
- TFF 1. Lig: 1967-1969
- TFF 2. Lig: ?
- TFF 3. Lig: 2012-
- Bölgesel Amatör Lig: ?

## Palmarès

### Competizioni nazionali
- TFF 3. Lig: 1

2015-2016

### Competizioni regionali
- Bölgesel Amatör Lig: 1

2014-2015

### Altri piazzamenti
- TFF 2. Lig:

Terzo posto: 2016-2017 (gruppo rosso)